# 金炯枓
金炯枓（韓語：김형두；1965年10月17日—）自2023年3月31日起担任韩国宪法法院法官，接替李宣厓法官。2025年4月18日起担任韩国宪法法院代理院长。
他因其长期的司法生涯和对韩国法学的重大贡献而闻名。

## 早年生活和教育
金炯枓1965年10月17日出生于全罗北道井邑市，毕业于全州南中學校和東南高等學校。他考入首尔国立大学法学院，成绩优异。1987年通过法律资格考试后，完成了司法研修院第19期的学习。
金炯枓于1990年至1993年期间在韩国空军担任军官，晋升为上尉，之后回归平民生活。

## 司法生涯
金炯枓于1993年开始其司法生涯，担任首尔地方法院议政府分院法官。多年来，他曾担任过多个司法职务，包括：
- 首尔和大田地方法院法官
- 全州地方法院及首尔中央地方法院院长
- 首尔高等法院及专利法院院长

金炯枓还从事学术研究，包括担任东京大学和哥伦比亚大学的访问学者，专注于破产法。
2009年，金炯枓担任首尔中央地方法院院长时，审理了前总理韩明淑受贿案等备受瞩目的案件。他的案件处理方式因平衡检察和辩护人的利益并提高审判效率而受到称赞。
2021年2月9日，由大法院长金命洙任命为法院行政處次長。2023年2月19日卸任。

## 宪法法院法官
2023年3月，金炯枓被任命为韩国宪法法院法官。他的提名引发了褒贬不一的反应，有人支持他的法律专业知识，也有人批评他的过去的裁定。
金炯枓在宪法法院的任期将于2029年3月30日结束。

## 个人生活
金炯枓已婚，有两个儿子。他的大儿子在空军服役，小儿子则免服兵役。
小儿子属于自闭谱系，金炯枓的妻子不得不放棄教師的工作。金炯枓與小儿子一起上山已有20多年，並且參加了競賽和世界徒步日儀式。2023年4月20日，他在一YouTube頻道上發布了他與兒子的採訪視頻，得到了網民的支持。